# Andrea Molina
Andrea Molina Oliva (Santiago, 28 de marzo de 1970) es una política, empresaria, modelo, presentadora de televisión y actriz chilena. En los inicios de su carrera obtuvo popularidad como actriz por su papel protagónico en la serie Las historias de Sussi (una serie derivada de la película Sussi). Posteriormente fue reconocida por el programa de servicio Hola Andrea y luego por su rol en Mujer, rompe el silencio, programa que lidiaba con casos de violencia de género.
Durante dos períodos consecutivos, desde 2010 hasta 2018 fue diputada por el antiguo distrito N.º 10 de la Región de Valparaíso.

## Biografía

### Estudios y vida laboral
Realizó sus estudios nivel básico en el colegio municipal Confederación Suiza y luego becada en el Colegio Suizo (Santiago), en cuanto a sus estudios de nivel medio, fueron efectuados en el Liceo N.º 7 de Niñas de Santiago. Posteriormente, estudió secretariado bilingüe en el Instituto Chileno Norteamericano. Ganó Miss Chile para Miss Internacional en el Teatro Teleton Viajó en Tokio Japón se lleva a cabo el 13 de octubre de 1991 al concurso de belleza Miss Internacional 1991 hizo su semifinalistas no ganaron ganó La fallecida Agnieszka Kotlarska. En 1992 debutó como modelo en los programas de televisión Miss TV, Todo por la plata y Jeep Fun Race de La Red. Posteriormente, se integró a Televisión Nacional de Chile (TVN) como modelo en el programa de entretención Motín a bordo.

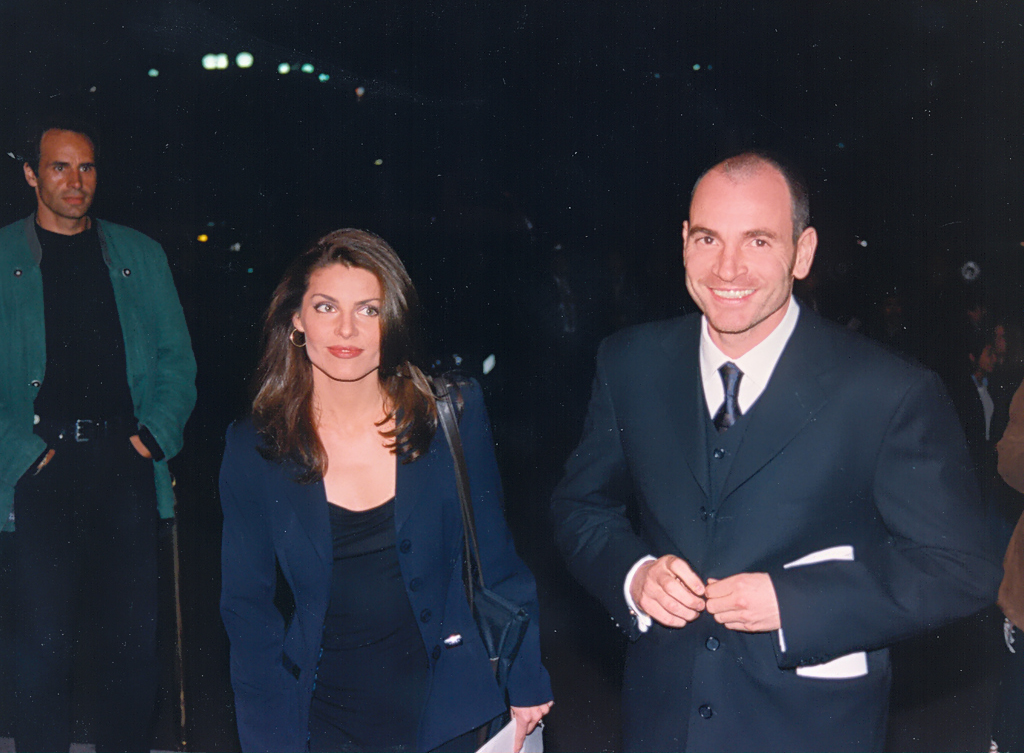
Molina junto a Álvaro Rudolphy en 1998.

En 1996, debutó como actriz en la telenovela Sucupira y posteriormente en la serie La Buhardilla; también asumió como conductora en el programa infantil Hugo, en reemplazo de Ivette Vergara. Al año siguiente, protagonizó la serie Las historias de Sussi. Más tarde, fue coanimadora de La noche del Mundial y Corazón Partío, en la misma casa televisiva.
Más tarde sería contratada por el canal de televisión Mega como conductora de noticias en Meganoticias Matinal. En el mismo canal, lideró el programa de servicio Hola Andrea, que se mantuvo por siete años en pantalla y la serie Mujer, rompe el silencio. Además, tuvo una participación especial en la comedia de situaciones Mandiola y Compañía. Asimismo, se destacó por su labor educativa y solidaria en diversas campañas sociales, entre ellas, la Teletón. En 2001, fue premiada por la Asociación de Periodistas de Espectáculos (APES) como Mejor Animadora.
En forma paralela a su trabajo en televisión, condujo el programa Sexto sentido en Radio Romance y tras especializarse en aromaterapia, inauguró la tienda Bella Vida.

### Carrera política

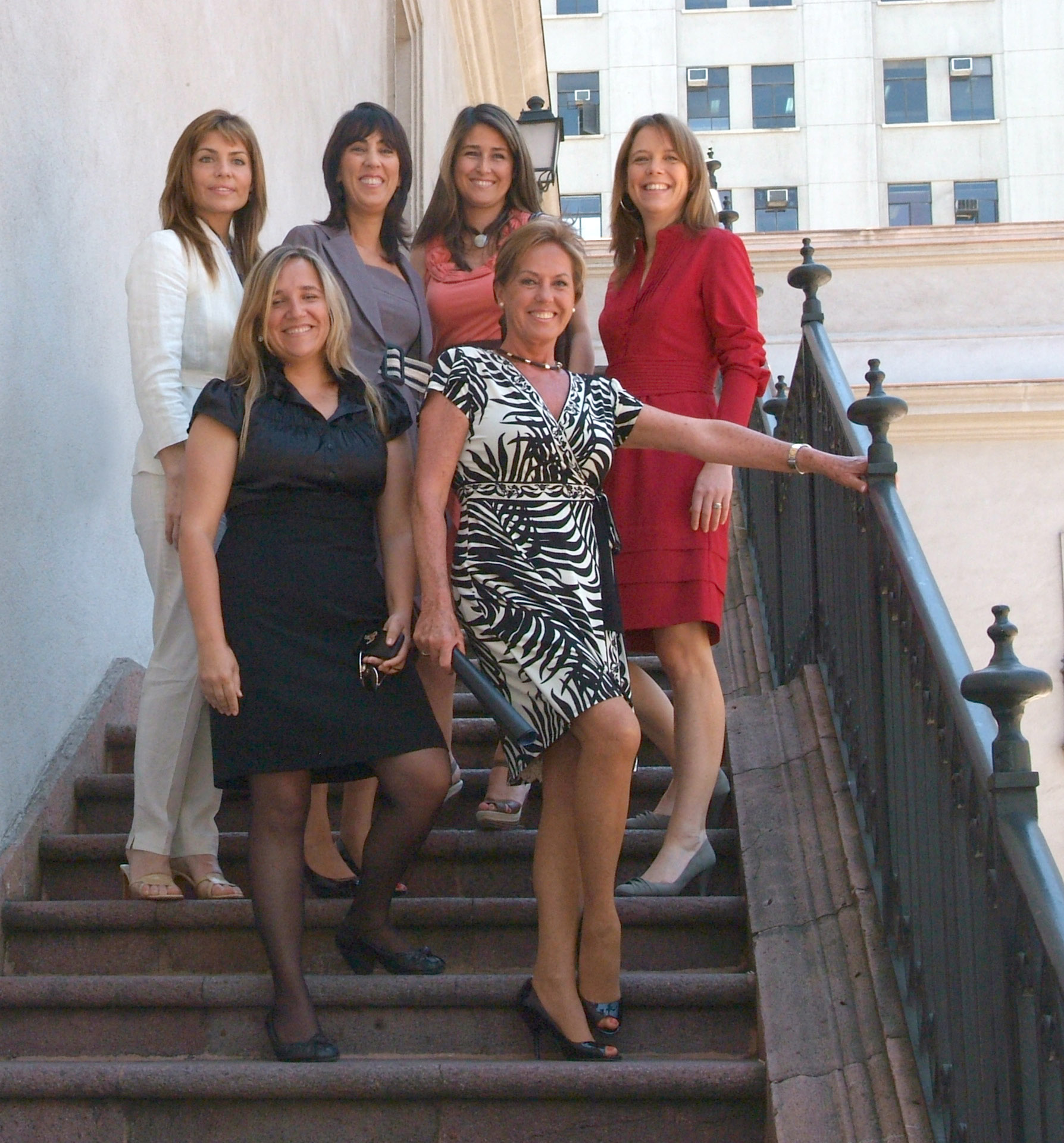
Molina (de blanco) junto a parlamentarias de la Alianza en 2010.

En diciembre de 2009, fue elegida diputada independiente del periodo legislativo 2010-2014 por el Distrito N.° 10, V Región de Valparaíso, correspondiente a las comunas de Cabildo, Hijuelas, La Calera, La Cruz, La Ligua, Nogales, Papudo, Petorca, Puchuncaví, Quillota, Quintero y Zapallar.
El 3 de enero de 2010, se incorporó formalmente al partido Unión Demócrata Independiente (UDI), pero en la actualidad ya no milita en ningún partido político. Fue integrante de las comisiones de gobierno permanentes de Relaciones Exteriores, Asuntos Interparlamentarios e Integración Latinoamericana; de Cultura y de las Artes; y de Recursos Naturales. Formó parte del comité parlamentario de la UDI. En junio de 2013 fue proclamada "vocera social" de la candidatura presidencial de Pablo Longueira.
Es reelecta diputada por la UDI, distrito N.º 10, Región de Valparaíso, período 2014-2018.
A partir del 12 de marzo de 2014, pasa a integrar Comisiones Permanentes de Medio Ambiente y Recursos Naturales; Relaciones Exteriores, Asuntos Interparlamentarios e Integración Latinoamericana; y de Recursos Hídricos y Desertificación. Además, el 6 de mayo del mismo año, forma parte de la Comisión Especial Investigadora sobre las denuncias de un eventual fraude y otras irregularidades en el Gobierno Regional de Valparaíso.
El 2 de abril de 2015, integra la Comisión Especial Investigadora de la actuación de los organismos públicos encargados de la protección de la salud y el medio ambiente en la comuna de Antofagasta.
Con fecha 13 de enero de 2016, integra la Comisión Especial Investigadora de eventuales irregularidades ocurridas en JUNAEB durante los años 2014 al 2015, con ocasión de la ejecución del programa de alimentación escolar en distintas regiones del país. Asimismo, el 19 de enero del mismo año, pasa a integrar la Comisión Especial Investigadora de la actuación de los organismos públicos en el proceso de evaluación ambiental del proyecto denominado Cardones-Polpaico, así como del proyecto de generación Doña Alicia, de Curacautín.
El 6 de septiembre de 2017, se desató un escándalo a nivel nacional cuando diversos medios de comunicación acusaron a cerca de 40 parlamentarios, entre ellos Andrea Molina, por haber aceptado informes de asesoría con párrafos copiados textualmente de internet o de libros, sin dar crédito al redactor de la fuente original.

### Reaparición política
Con motivos de las elecciones municipales 2021, Chile Vamos anunció como su candidata oficial a Andrea Molina para competir la alcaldía en la comuna de Viña del Mar. Renovación Nacional manifestó el apoyo a su candidatura. En las elecciones, que se llevaron a cabo en mayo de 2021, Molina fue superada por Macarena Ripamonti, candidata de Revolución Democrática.

## Vida personal
Andrea Molina es hija de un profesor de Artes Plásticas y una analista de cabello y color del Laboratorio Wella. Vive actualmente en la comuna de La Reina y se ha casado dos veces.
Primero con Gerald Kleinfercher a quien conoció a los 18 años y  con quien contrajo matrimonio posteriormente. Con él tuvo a su primera hija.
Luego se casó con el hijastro de Liliana Solari Falabella, Gonzalo Rojas Vildósola, con quien tuvo a su hija Laura.
El 1 de julio del año 2010, la diputada sufrió un grave accidente en la Avenida Santos Ossa de Valparaíso, cuando el vehículo en el viajaba desbarrancó cayendo encima del techo de una vivienda, sin terminar con lesiones mayores.
El 16 de septiembre del año 2012, la parlamentaria se vio involucrada en un nuevo accidente en el sector Quebradilla de la comuna de La Ligua, cuando impactó un taxi en la camioneta en la que viajaba Andrea Molina junto a sus hijas. Nuevamente terminó con lesiones leves y fue dada de alta horas después.

## Filmografía

### Televisión
- Miss TV (1992, La Red) - Conductora
- Todo por la Plata (La Red)  - Co-presentadora
- Jeep Fun Race (La Red) - Conductora
- Motín a Bordo (TVN) - Co-presentadora
- La Buhardilla (1996, TVN) - Débora del Valle
- Sucupira (1996, TVN) - Luna del Alba
- Hugo (TVN) - Conductora reemplazante
- Las historias de Sussi (1997, TVN) - Sussi
- Sucupira, la comedia (1998-1999 TVN) - Luna del Alba
- La Noche del Mundial (1998, TVN) - Co-presentadora
- Corazón Partío (1999-2000, TVN) - Ella misma
- Hola Andrea (2001-2006, Mega) - Conductora
- Mujer, rompe el silencio (2003-2004, Mega) - Conductora
- Meganoticias Matinal (2007, Mega) - Lectora junto a José Luis Repenning
- Mandiola y Compañia (2008, Mega) - Bruna Edwards (Participación especial)

## Historial electoral

### Elecciones parlamentarias de 2009
- Elecciones parlamentarias de 2009,  por el Distrito 10 (Quillota, La Ligua, Hijuelas, La Calera, Zapallar, Petorca, Cabildo, Papudo, Puchuncaví, Quintero y Nogales)[10]

### Elecciones parlamentarias de 2013
- Elecciones Parlamentarias de 2013, por el Distrito 10 (Quillota, La Ligua, Hijuelas, La Calera, Zapallar, Petorca, Cabildo, Papudo, Puchuncaví, Quintero y Nogales)[11]

### Elecciones parlamentarias de 2017
- Elecciones parlamentarias de 2017,senatoriales por la 6.ª Circunscripción (Región de Valparaíso)[12]

### Elecciones municipales de 2021
- Elecciones municipales de 2021, para la alcaldía de Viña del Mar[13]